# Diplopeltis intermedia
Diplopeltis intermedia là một loài thực vật có hoa trong họ Bồ hòn. Loài này được A.S.George mô tả khoa học đầu tiên năm 1969.